# Vinčanski simboli
Vinčanski simboli, včasih imenovani vinčanski znaki, vinčanski zapisi, vinčansko-turdaški zapisi, staro-evropski zapisi, itd., so niz simbolov, najden v neolitiku (6. do 5. tisočletja pr. n. št) artefakti vinčanske kulture srednje Evrope in Jugovzhodne Evrope.
Simbole večinoma štejejo za najstarejše izkopane primere »proto-pisanja« v svetu, ki je bilo verjetno posredovanje sporočila, vendar ne kodiranje jezika, nastalo več kot tisoč let pred razvojem pisave.

## Odkritje
Leta 1875 so med arheološkimi izkopavanji pod vodstvom madžarskega arheologa Zsófia Torma (1840–1899) v kraju Tordos (sedaj Turdaș, Romunija) odkrili zbirko popisanih predmetov s prej neznanimi simboli. Leta 1908 so našli podobne predmete med izkopavanji, ki jih je izvajal Miloje Vasić (1869–1956) na lokaciji Vinča v predmestju Beograda (Srbija), približno 120 km od Turdașa. Kasneje so našli še več takih fragmentov v kraju Banjica v drugem delu Beograda. Od leta 1875 dalje je bilo samo v Srbiji odkritih več kot sto petdeset vinčanskih lokacij, vendar jih veliko, vključno z Vinčo samo, ni bilo v celoti izkopanih. Tako je kultura celotnega območja poimenovana vinčanska kultura, simboli pa so pogosto imenovani vinčansko-turdaški zapisi.
Ko je Nicolae Vlassa leta 1961 odkril tărtărijske plošče v Romuniji, se je ponovno razvnela razprava. Vlassa je verjel, da so napisi piktogrami in drugi predmeti, najdeni na istem mestu iz obdobja pred 4000 pr. n. št.; naknadno so z ogljikovo metodo za nahajališče določili 1300 let starejše predmete (medtem ko plošč samih ne morejo datirati s pomočjo fizikalnih ali kemičnih metod,) kar pomeni še starejše pisanje kot sumerski in minoanski sistemi. Vendar je pristnost teh ploščic sporna. Do danes je bilo odkritih več kot tisoč fragmentov s podobnimi napisi, ki so bili najdeni na različnih arheoloških najdiščih po vsej jugovzhodni Evropi, zlasti v Grčiji (Dispilio Tablet), Bolgariji, Romuniji, vzhodni Madžarski, Moldaviji, in južni Ukrajini.
Večina napisov je na lončenini, ostali pa se pojavljajo na keramičnih vretenstih vencih, figuricah in v manjših zbirkah drugih predmetov. Več kot 85% napisov vsebuje samo en simbol. Simboli, ki so sami sestavljeni iz različnih abstraktnih in predstavnih piktogramov, vključno z zoomorfnimi (živalim-podobno) predstavitvami, vzorci glavnikov ali krtač in abstraktni simboli, kot so svastike, križi in puščice. Drugi predmeti vključujejo skupine simbolov, ki niso postavljeni v kakšen posebej očiten vzorec, s tem da niti smer znakov teh skupin ni takoj določljiva. Uporaba simbolov se med predmeti lahko bistveno razlikuje: simboli, ki se pojavljajo posamično, se po navadi skoraj izključno pojavijo na loncih, medtem ko se simboli, ki so združeni z drugimi simboli, po navadi pojavijo na vretenih.